# Üçyol
Üçyol (aramäisch Sederi) ist ein christlich-aramäisches Dorf in der türkischen Provinz Mardin im Landkreis Nusaybin im Tur Abdin. Es liegt etwa 25 km nordöstlich von Nusaybin und 60 km östlich der Provinzhauptstadt Mardin.

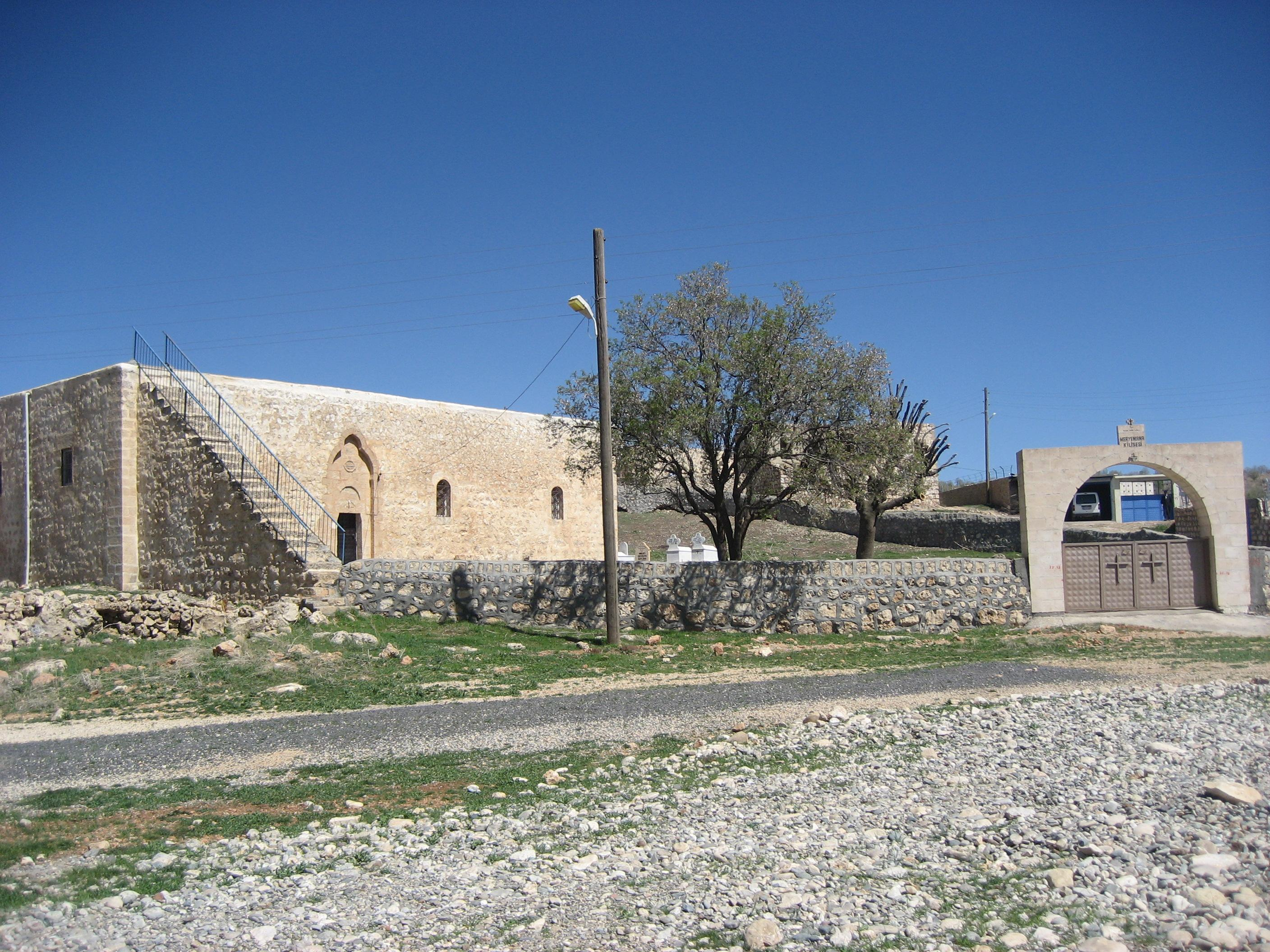
Marienkirche im Üçyol

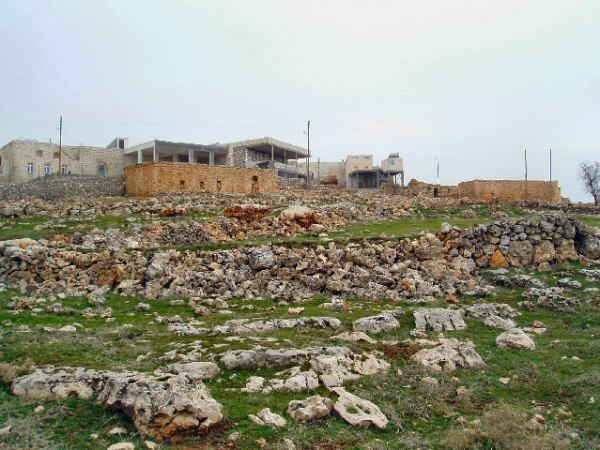
Üçyol

Üçyol

## Lage
Nördlich vom Üçyol liegen die Dörfer Üçköy (Harabale) und Elbeğendi (Kafro), östlich Badibe, und südlich Harabemiska.

## Bevölkerung
| Jahr          | Einwohner |
| ------------- | --------- |
| 1980          | 207       |
| 1985          | 143       |
| 1993 bis 2003 | 0         |
| 2010          | 47        |

## Heutige Situation
Nachdem die Bewohner 1993 aus dem Dorf geflüchtet waren, kehrten die ersten 2003 wieder zurück. Danach begann der Wiederaufbau des Dorfes. Bis heute ist fast jedes Haus entweder neu gebaut oder von Grund auf saniert, einschließlich der St. Marienkirche, deren Inneres völlig verwüstet war. Seit 2009 ist Hanne Akbaba der Muhtar (Dorfvorsteher) von Sederi.
Die einstigen Bewohner leben in Europa, besonders in Deutschland und den Niederlanden. Sie informieren sich über das Dorf durch den Entwicklungsverein Sederi e.V. mit Sitz in Gütersloh.